# Іспансько-сербські відносини

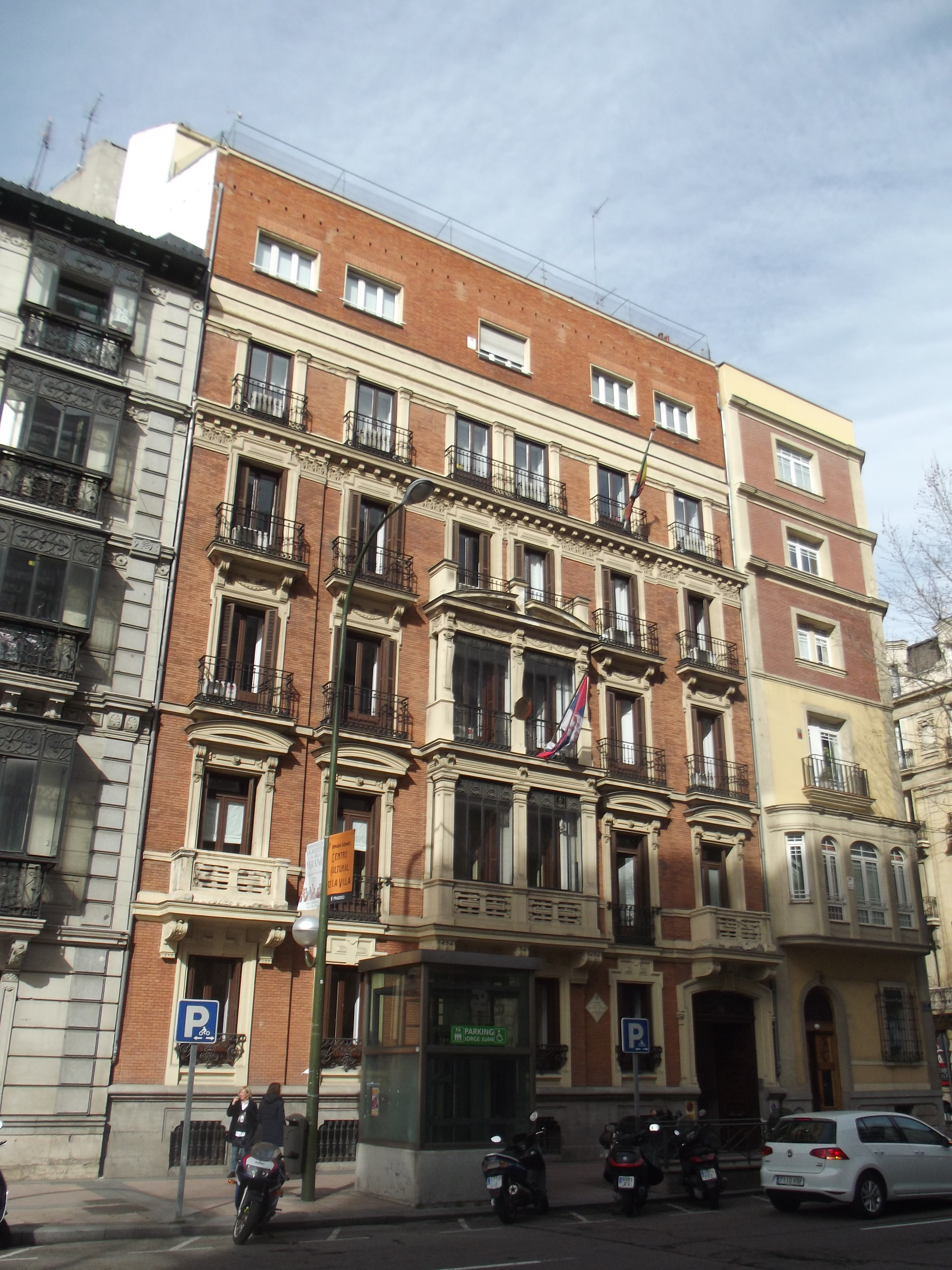
Посольство Сербії у Мадриді

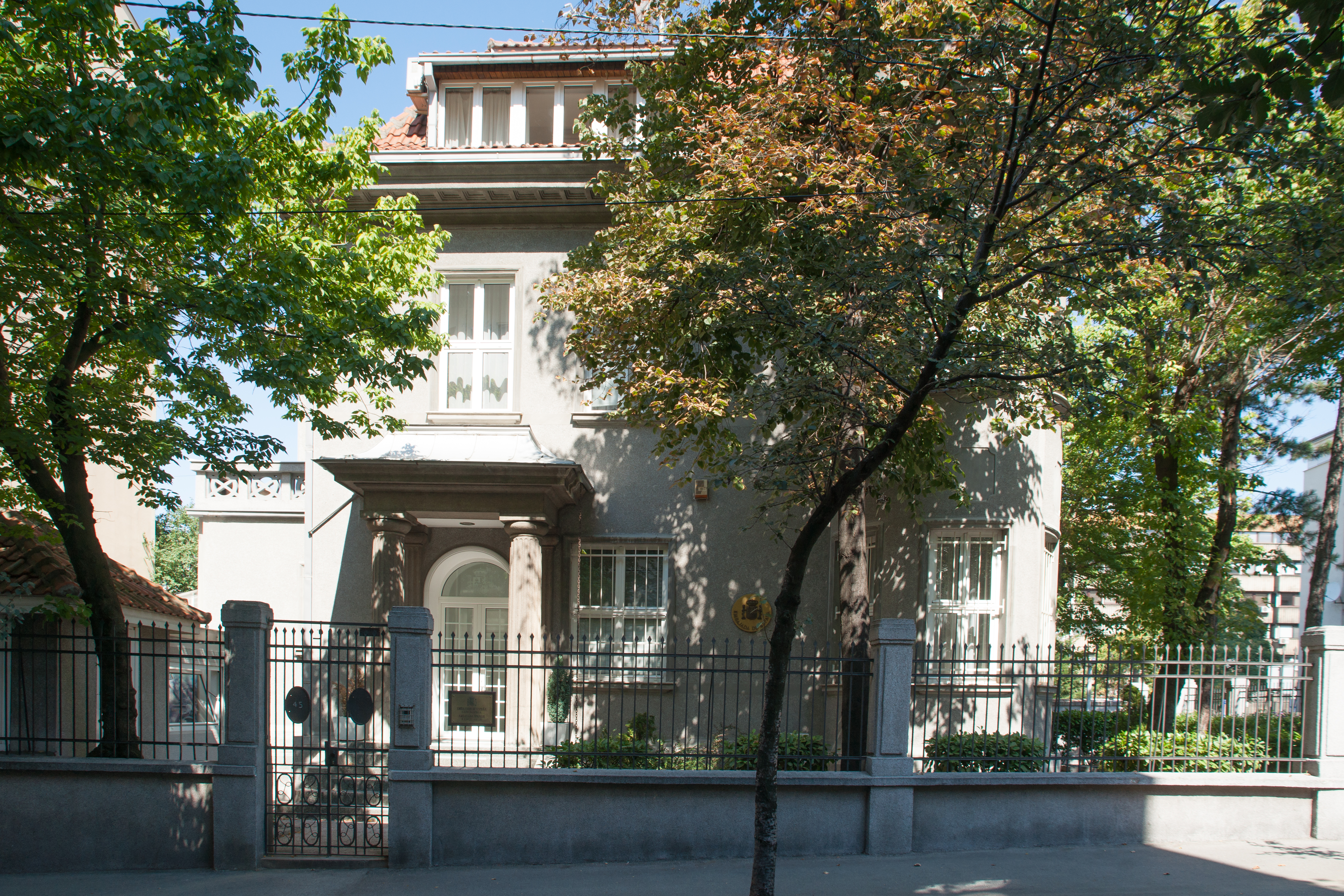
Посольство Іспанії у Белграді

Іспансько-сербські відносини (ісп. relaciones hispano-serbias, серб. кир.: шпанско-српски односи) — історичні та поточні двосторонні відносини між Іспанією та Сербією. 
Обидві країни встановили дипломатичні відносини 14 жовтня 1916 року. Сербія має посольство у Мадриді, а Іспанія — у Белграді. Обидві країни є членами ООН, Інтерполу, Ради Європи та Організації з безпеки та співробітництва в Європі. Іспанія — держава-член Європейського Союзу з 1986 року, а Сербія — країна-кандидатка з 2012 року, яка веде переговори про своє майбутнє членство, що Іспанія рішуче підтримує. Іспанія входить до НАТО, тоді як Сербія — військово нейтральна держава з міцними історичними відносинами з Рухом неприєднання. Стосовно третіх сторін обидві країни підтримували позицію Аргентини в її спорі щодо суверенітету Фолклендських островів зі Сполученим Королівством у минулому.
Іспанія є однією з п'ятьох держав-членів Європейського Союзу, які не визнають одностороннього проголошення незалежності Косова і активно виступають проти його членства в міжнародних організаціях, таких як ЮНЕСКО та Інтерпол. Крім того, Іспанія підтримує наполягання Сербії на створенні Спільноти сербських муніципалітетів у Косові, як це передбачено Брюссельською угодою 2013 року, підписаною під егідою Європейського Союзу. Сербія рішуче підтримувала територіальну цілісність Іспанії під час іспанської конституційної кризи 2017–2018 рр. Сербський міністр закордонних справ заявив, що Іспанія є одним із найкращих міжнародних друзів Сербії.

## Історія

### Середні віки і Новий час
Після вигнання євреїв з Іспанії в 1492 році католицькими монархами, що керували Кастилією та Арагоном, багато євреїв-сефардів оселилися в балканських провінціях тогочасної Османської імперії. Зі зростанням націоналізму серед православних християн Османської імперії вони влаштовували повстання проти мусульманської панівної еліти, починаючи від Сербської революції 1804 року проти османського панування. Революція йшла рівнобіжно з Наполеонівськими війнами. Процес занепаду Османської імперії триватиме до кінця Першої Балканської війни в 1913 році з поступовим відвоюванням Балканського півострова новими незалежними державами та відсуванням Османської імперії на південь. 1882 року філософ і сенатор Анхель Пулідо писав, як один купець-сефард на ринку в Белграді сказав йому: «Я не іспанець звідти [Іспанії], а іспанець зі Сходу». Того ж року Мілана I з нагоди проголошення його королем Сербії нагороджено Орденом Карлоса III. 1895 року Джордже Попович-Данічар опублікував перший переклад «Дон Кіхота» сербською мовою, який, за його словами, був «найкращим романом у світі». У перекладацькій діяльності йому допомагав сефардський єврей Хаїм Давічо. 1903 року Східним експресом прибув у Белград Вісенте Бласко Ібаньєс, де він засвідчив, що місто «відносно космополітичне, з трамваями, кав'ярнями і театрами, але повне нервових військовиків, жінок, які бажають наслідувати французьку моду, і п'яних православних священників». З 1910 року Іспанія мала в Королівстві Сербія одного дипломатичного представника Франциско Серрат-і-Бонастре, який залишався на цій посаді протягом Балканських воєн до 1914 року та початку Першої світової війни, що спалахнула після вбивства ерцгерцога Франца Фердинанда, Липневої кризи і оголошення Австро-Угорщиною війни Сербії.

### Перша світова війна та міжвоєнні роки
Сербський фронт Першої світової війни забрав життя третини населення Сербії. Після відступу сербської армії через Албанію, що призвело до загибелі понад 200 тис. осіб, уряд країни разом із частиною її населення оселився на грецькому острові Корфу. Іспанія в цій війні була нейтральною державою, але брала активну участь у посередництві між протиборчими сторонами. У певний момент Іспанія долучилася до забезпечення та захисту 1500 сербських дітей і звільнення 100 військовополонених у Бані-Луці в 1917 році.
1916 року сербський уряд на Корфу та Іспанія встановили дипломатичні відносини, і в тому ж році перший сербський посол прибув у Мадрид.
У перші міжвоєнні роки, з 1919 по 1921 рік, послом новоствореного Королівства сербів, хорватів і словенців (майбутнього Королівства Югославія) в Іспанії був відомий сербський поет Йован Дучич.

### Югославські війни
Іспанська присутність у Югославії пізніше перетвориться на присутність у Сербії та не буде повністю припинена навіть у роки міжнародних санкцій, накладених на Союзну Республіку Югославія за югославські війни.
1999 року під час бомбардування силами НАТО Союзної Республіки Югославії (куди входили Сербія і Чорногорія) іспанський уряд під керівництвом Хосе Марії Аснара вирішив, що збройні сили Іспанії увійдуть до складу коаліції НАТО, яка проводила бомбардування Югославії в 1999 році. З 16 тодішніх держав-членів НАТО 13 взяли участь в інтервенції. Країни-члени, які не брали участі в бомбардуваннях: Ісландія, яка не мала постійної армії; Люксембург з дуже маленькою постійною армією; Греція як єдина велика держава-член, яка висловила рішучий спротив інтервенції. 38% громадян Іспанії підтримали участь Іспанії, а 42% виступили проти. У той самий час усі іспанські політичні партії в парламенті, за винятком лівих радикалів, які мали 23 з 350 місць, проголосували за участь Іспанії в інтервенції НАТО. Під час інтервенції генеральним секретарем НАТО був іспанець Хав'єр Солана. Іспанські F-18 були одними з перших літаків, які вразили цілі в Сербії. Уряд Азнара також підтримав подальші інтервенції в Афганістані та Іраку.

### ХХІ століття
17 лютого 2008 року Асамблея Косова ухвалила свою другу односторонню декларацію про незалежність. Автономний край Косово і Метохія на момент одностороннього проголошення незалежності фактично не перебував під владою уряду Сербії, перебуваючи під управлінням миротворчих місій UNMIK від ООН і КФОР під проводом НАТО. Іспанія разом із Грецією, Кіпром, Румунією та Словаччиною належала до тих держав-членів Європейського Союзу, які відмовилися визнати незалежність Косова на підставі односторонньої декларації без згоди, досягнутої в ході перемовин із центральним урядом у Белграді, побоюючись потенційних наслідків прецеденту незалежності Косова для світового порядку. До середини вересня 2009 року Іспанія завершила свій повний вихід із місії КФОР, оскільки вона більше не була «нейтральною за статусом». Преса та експерти критикували вихід, але 70% громадян Іспанії вважали вихід із Косова позитивним кроком. Через два тижні після оголошення про вихід із КФОР уряд Іспанії оголосив про своє рішення відкликати дев'ятьох іспанських правоохоронців, які входили до складу місії EULEX.

### Відносини від початку європейської інтеграції Сербії
11 січня 2009 року міністр закордонних справ Іспанії Мігель Анхель Моратінос закликав владу Нідерландів розблокувати Угоду про стабілізацію та асоціацію Сербії з Європейським Союзом, яку на той час уже підписали, але її реалізацію блокували Нідерланди. Після рекомендації Ради від 28 лютого 2012 року Сербія 1 березня одержала статус повного кандидата. 28 червня 2013 року Європейська Рада схвалила висновки та рекомендації Ради Міністрів щодо відкриття переговорів із Сербією про її вступ. Іспанія рішуче підтримує ці перемовини. Протягом конституційної кризи в Іспанії 2017—2018 років Сербія висловила рішучу підтримку територіальній цілісності Іспанії та діям іспанського уряду. На засіданні Європейської служби зовнішніх справ у 2018 році представники Іспанії разом із деякими представниками Вишеградської групи вимагали активно залучатися до переговорів між Белградом і Приштиною.
23 лютого 2022 року президент Сербії Александар Вучич відвідав Іспанію, де провів заплановані зустрічі з королем Феліпе VI і прем'єр-міністром Педро Санчесом, із яким намагався домовитися про закупівлю двох військових літаків C-295. 29 липня 2022 року в рамках візиту прем'єр-міністра Іспанії Педро Санчеса на Західні Балкани (включно з Белградом) і зустрічі з президентом Сербії Александром Вучичем голова іспанського уряду наголосив на підтримці Іспанією просування у перемовинах про членство Сербії в ЄС, заявивши також стосовно Косова, що «міжнародне право та територіальну цілісність країн потрібно поважати».

## Культурні зв'язки